# 楊軫
楊軫（？—？），字德与，第12任播州土司。活躍於南宋時期。
楊軫是第11代土司楊選之子。楊選總共有十三個兒子，其中楊軫和弟弟楊軾被認為是最有才能的。他美髯、身材高大、狀貌宏偉、剛毅果決，因此大家都服其才能。1176年，他認為白錦堡（位於今遵義城南十公里處）隘陋，而乐堡北二十里穆家川（今遵義老城）山水很好，便將治所遷往那裏，是為湘江。
楊軫與弟弟楊軾關係非常良好，他把白錦堡交給楊軾統治。播州在第6代土司楊昭在位期間，楊昭的弟弟楊先占據下州，此後與播州長年治兵相攻。楊先傳七世至楊煥，楊軾派幕僚犹泳出使下州，以骨肉之情勸說楊煥歸附，楊煥寫下盟書表示順從。
楊軫最初無嗣，將楊軾的兒子楊粲確立為嗣子。楊軫在晚年的時候生下楊薰、楊勲、楊鼎三子，但由於楊粲是賢人，楊軫最終沒有改易嗣子。最終，楊粲繼他之後成為播州土司。